# 174-я танковая бригада
174-я отдельная танковая бригада  — танковая бригада Красной армии в годы Великой Отечественной войны.
Сокращённое наименование — 174 отбр.

## Формирование и организация
174-я танковая бригада начала формироваться на основании Директивы НКО № 723499сс от 15.02.1942 г. Формирование проходило в период с 1 по 19 июня 1942 г., в Сталинградском АБТ центре.
174-я танковая бригада была сформирована 1 мая 1942 г. из маршевых рот в районе Сталинграда.
21 июня 1942 г. бригада прибыла в район Воронежа и вошла в состав 17-го тк Брянского фронта. 1 июля 1942 г. бригада в составе 17-го тк подчинена 40-й армии Брянского фронта.
10 июля 1942 г. бригада в составе 17-го тк включена в состав Воронежского фронта и подчинена 60-й армии. 4 октября 1942 г. бригада в составе 17-го тк выведена в резерв Ставки ВГК в Татищевские лагеря Саратовской обл.
15 ноября 1942 г. бригада в составе 17-го тк прибыла на Воронежский фронт и подчинена 6-й армии. 25 декабря 1942 г. бригада в составе 17-го тк переподчинена 1-й гв. армии Юго-Западного фронта.
3 января 1943 г. приказом НКО № 1 от 03.01.1943 г. преобразована в 14-ю гвардейскую  танковую бригаду.

## Боевой и численный состав
Бригада сформирована по штатам №№ 010/345-010/352 от 15.02.1942 г. (только вместо отб по штату № 010/346 в бригаде были отб по штату № 010/394 и отд. танковая рота № 010/397):
- Управление бригады [штат № 010/345]
- 380-й отд. танковый батальон [штат № 010/394]
- 381-й отд. танковый батальон [штат № 010/394]
- Отд. танковая рота [штат № 010/397]
- 174-й мотострелково-пулеметный батальон [штат № 010/347]
- Противотанковая батарея [штат № 010/348]
- Зенитная батарея [штат № 010/349]
- 174-я рота управления [штат № 010/350]
- 174-я рота технического обеспечения [штат № 010/351]
- Медико-санитарный взвод [штат № 010/352]

Директивой ГШКА № 994214 от 01.10.1942 г. переведена на штаты №№ 010/270-010/277 от 31.07.1942:
- Управление бригады [штат № 010/270]
- 380-й отд. танковый батальон [штат № 010/271]
- 381-й отд. танковый батальон [штат № 010/272]
- Мотострелково-пулеметный батальон [штат № 010/273]
- Истребительно-противотанковая батарея [штат № 010/274]
- 174-я рота управления [штат № 010/275]
- 174-я рота технического обеспечения [штат № 010/276]
- Медико-санитарный взвод [штат № 010/277]

## Подчинение
Периоды вхождения в состав Действующей армии:
- с 25.06.1942 по 03.10.1942 года.
- с 24.10.1942 по 02.01.1943 года.

| Дата            | Фронт (округ)                | Армия                 | Корпус               | Дивизия | Бригада | Примечания |
| --------------- | ---------------------------- | --------------------- | -------------------- | ------- | ------- | ---------- |
| 01.04.1942 года | Сталинградский военный округ |                       |                      |         |         |            |
| 01.05.1942 года | Сталинградский военный округ |                       |                      |         |         |            |
| 01.06.1942 года | Сталинградский военный округ |                       |                      |         |         |            |
| 01.07.1942 года | Брянский фронт               |                       | 17-й танковый корпус |         |         |            |
| 01.08.1942 года | Воронежский фронт            | 60-я армия            | 17-й танковый корпус |         |         |            |
| 01.09.1942 года | Воронежский фронт            |                       | 17-й танковый корпус |         |         |            |
| 01.10.1942 года | Воронежский фронт            |                       | 17-й танковый корпус |         |         |            |
| 01.11.1942 года | Приволжский военный округ    |                       | 17-й танковый корпус |         |         |            |
| 01.12.1942 года | Воронежский фронт            | 6-я армия             | 17-й танковый корпус |         |         |            |
| 01.01.1943 года | Юго-Западный фронт           | 1-я гвардейская армия | 17-й танковый корпус |         |         |            |

## Командиры

### Командиры бригады
- Нэмме, Август Андреевич, полковник, 28.05.1942 - 03.10.1942 года.[1]
- Шибанков Василий Иванович, подполковник,врид, 04.10.1942 - 25.11.1942 года.
- Шибанков Василий Иванович, подполковник, 25.11.1942 - 03.01.1943 года.[2]
- Алёхин Иван Иванович, капитан 174 танковой бригады, 15.02.1942 - 01.08.1942 пропал без вести в ходе Воронежско-Ворошиловградской операции.

### Начальники штаба бригады
- Самохин Владимир Александрович, майор (15.08.1942 погиб в бою - ОБД), 05.04.1942 - 15.08.1942 года.[3]
- Бауков Леонид Иванович, подполковник, 00.11.1942 - 03.01.1943 года.[4]

### Заместитель командира бригады по строевой части
- Шибанков Василий Иванович, подполковник, ид, 28.08.1942 - 03.01.1943 года.

### Начальник политотдела, заместитель командира по политической части
- Савельев Василий Фёдорович, батальон. комиссар, с 20.11.1942 майор, 19.03.1942 - 02.01.1943 года.

## Отличившиеся воины
| Награда | Ф. И.О                    | Звание                                                                         | Должность | Дата награждения | Примечания |
| ------- | ------------------------- | ------------------------------------------------------------------------------ | --------- | ---------------- | ---------- |
|         | Петров, Николай Семёнович | механик-водитель танка Т-34 380-го танкового батальона 174-й танковой бригады. | старшина  | 04.02.1943 г.    |            |
|         | Шпигунов, Иван Михайлович | командир танковой роты 380-го танкового батальона 174-й танковой бригады       | лейтенант | 04.02.1943 г.    |            |